# Peucetia chhaparajnirvin
Espèce
Peucetia chhaparajnirvin est une espèce d'araignées aranéomorphes de la famille des Oxyopidae.

## Distribution
Cette espèce est endémique du Rajasthan en Inde,. Elle se rencontre dans le district de Churu dans le sanctuaire de Tal Chhapar.

## Description
La femelle holotype mesure 11,2 mm.

## Systématique et taxinomie
Cette espèce a été décrite par Kumari, Kumari, Bodhke et Zafri en 2024.

## Étymologie
Son nom d'espèce lui a été donné en référence au lieu de sa découverte, le sanctuaire de Tal Chhapar.

## Publication originale
(mai 2024).
- Kumari, Kumari, Bodhke & Zafri, 2024 : « New species of genus Peucetia Thorell, 1869 (Araneae: Oxyopidae) from India. » Serket, vol. 20, no 2, p. 73-77.